# Villa Pilar
Villa Pilar es una mansión ecléctica con elementos modernistas situada en la calle Marqués de Riestra de la ciudad española de Pontevedra. Es uno de los mejores ejemplos de la arquitectura de los indianos que fueron a Hispanoamérica y retornaron ricos a la ciudad.

## Ubicación
La villa está situada en el número 11 de la calle Marqués de Riestra, en el primer ensanche de la ciudad. Su fachada trasera domina el parque de las Palmeras y sus fachadas laterales dan a las calles Fray Tomás de Sarria y Enrique Labarta.

## Historia
Esta mansión, cuya construcción comenzó en 1899 y finalizó en 1905, fue edificada como residencia burguesa por encargo del indiano Manuel Martínez Bautista, que vivía en Cuba. Compró el terreno durante un viaje de verano y las obras duraron seis años.
El autor del proyecto fue el arquitecto Antonio Crespo. Se conservan dos proyectos de 1889, de planta y altura similares, pero con un diseño diferente al finalmente ejecutado.
Villa Pilar fue legada por Manuel Martínez Bautista a su sobrino Ramiro Trapote Martínez, ingeniero residente en Nueva York que pasaba en ella los veranos. La Villa pasó de Ramiro Trapote a su sobrina Pilar Pardo Trapote, y actualmente es propiedad de sus herederos.
En ella vivieron una serie de personajes ilustres de la ciudad como Vicente Riestra, Ernesto Caballero o un notario y también fue sede de diversas entidades.
En la segunda planta se encontraba el Colegio de Arquitectos de Pontevedra, un piso alquilado a la Hermandad Nacional de Arquitectos, mutualidad del colectivo, que a su vez lo adquirió a la familia propietaria del edificio en 1982.
En 2011, el edificio se puso a la venta por 600.000 euros. Desde el 31 de octubre de 2015 hasta el 10 de diciembre de 2022 albergó en la segunda planta el estudio de arquitectura Nemonon, un espacio creativo multidisciplinar en torno a la arquitectura promovido por el arquitecto Mauro Lomba. En sus tres salas: Boiserie, Belle Époque y Belvédère, y en "la cocina del arquitecto", acogió eventos como reuniones, seminarios, conferencias, exposiciones, talleres y cursos.
En 2025 comenzaron las obras de rehabilitación integral del edificio proyectada por el arquitecto Mauro Lomba, con la restauración de la estructura de madera, los forjados, la cubierta, la recuperación de la terraza de la tercera planta y la instalación de un ascensor transparente de policarbonato en el hueco de la escalera.

## Descripción
El edificio es de estilo ecléctico con elementos modernistas, con tres plantas de altura y un solo cuerpo. La característica más notable de esta mansión es la irregularidad de su planta y fachada, exagerada en su acabado. La Villa tiene un semisótano, tres plantas y un ático. Entre sus elementos arquitectónicos destacan las balaustradas de estilo inglés en todos los balcones, realizadas en hormigón, un elemento muy innovador para la época y un lucernario. El edificio se integra armoniosamente en su entorno, ya que está rodeado por un pequeño jardín privado con palmeras cerrado por una verja de hierro forjado.
Al interior del edificio se accede por escaleras de mármol de Carrara en la primera planta y de madera en las siguientes. Las balaustradas son de hormigón y la carpintería interior toda de maderas nobles. Su funcionalidad interior respondía a las necesidades de la época, destacando la armonía de sus líneas y formas y la perfecta conjunción de sus elementos arquitectónicos. La distribución de las distintas plantas refleja el estilo de vida de la burguesía de finales del siglo XIX. Por ello, el arquitecto concedió gran importancia al espacio social, con tres habitaciones y un despacho con acceso independiente.

## Galería de imágenes

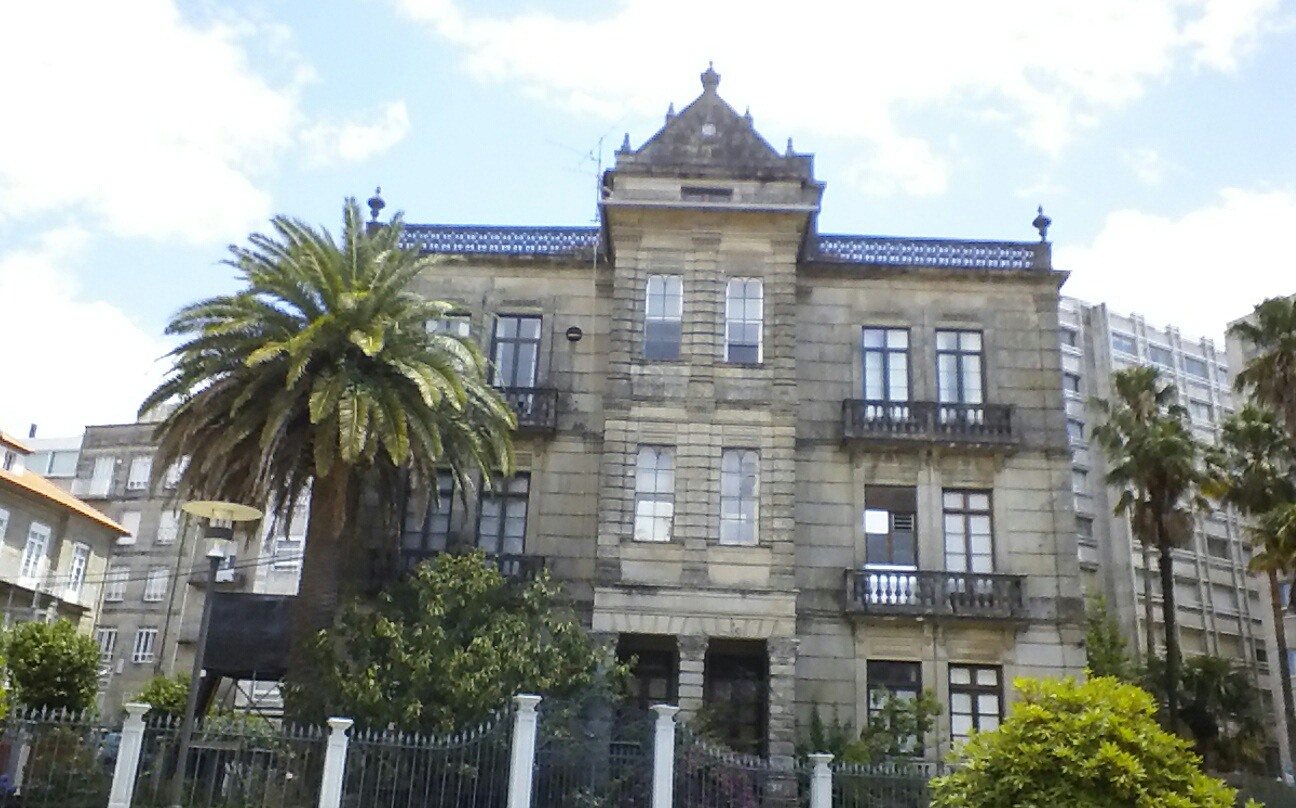
Fachada trasera
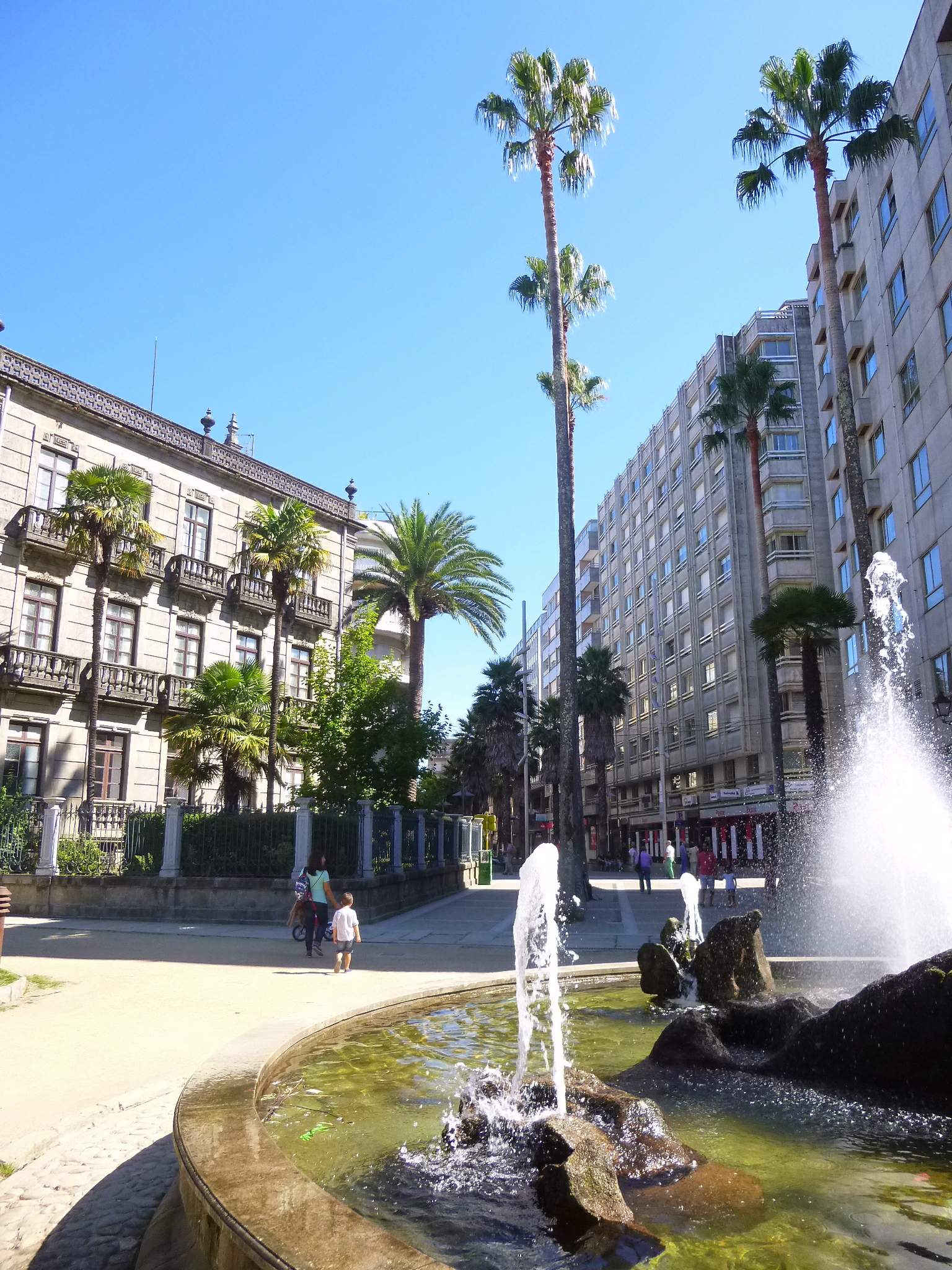
Fachada lateral
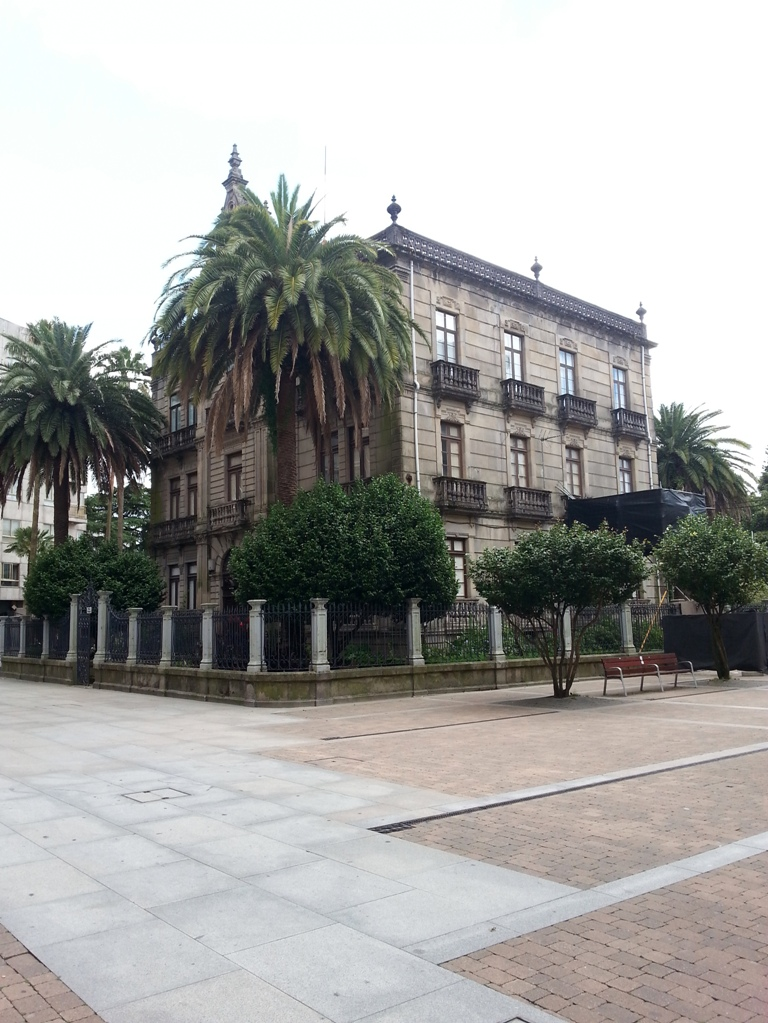
Villa Pilar, calle Riestra
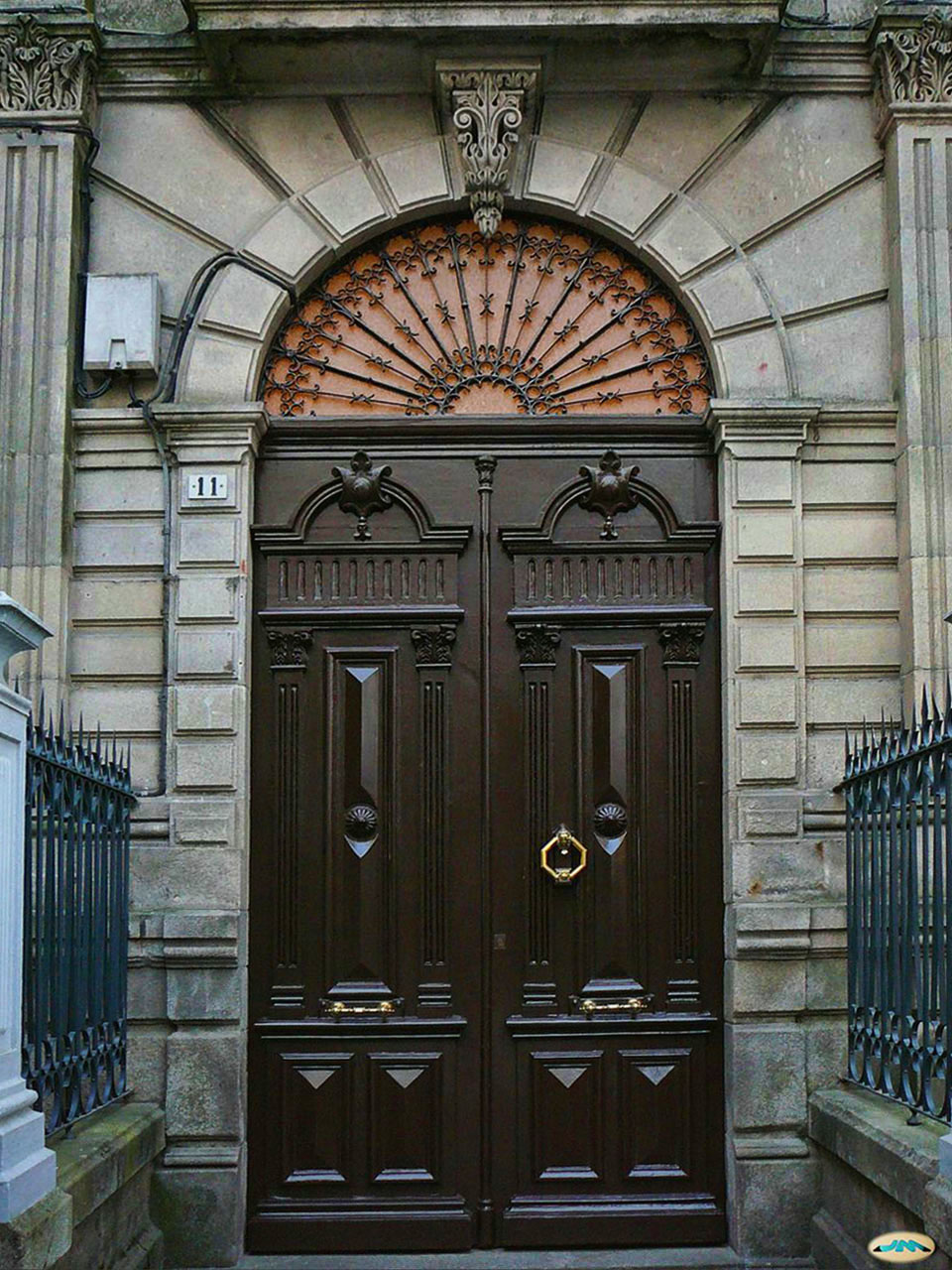
Entrada delantera
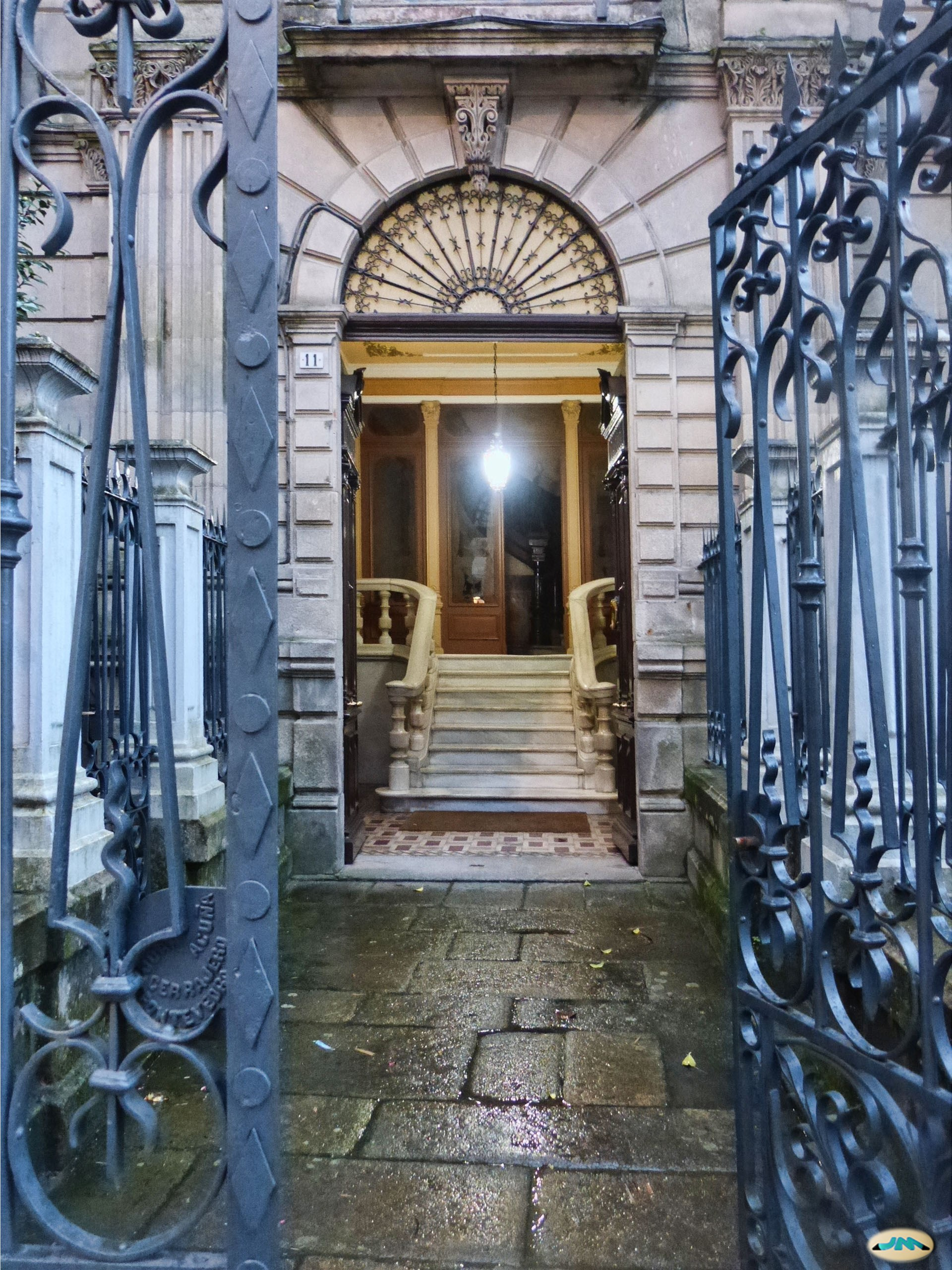
Portal de entrada
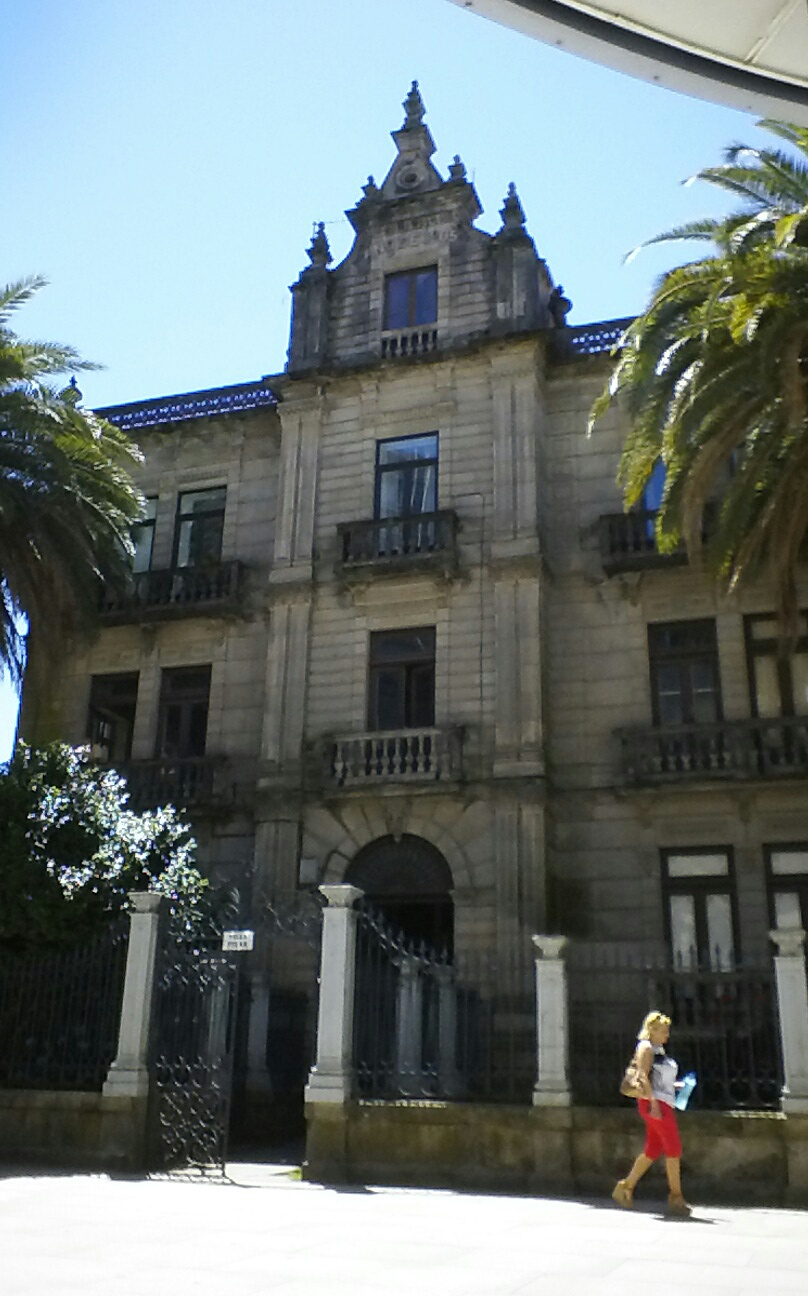
Fachada principal
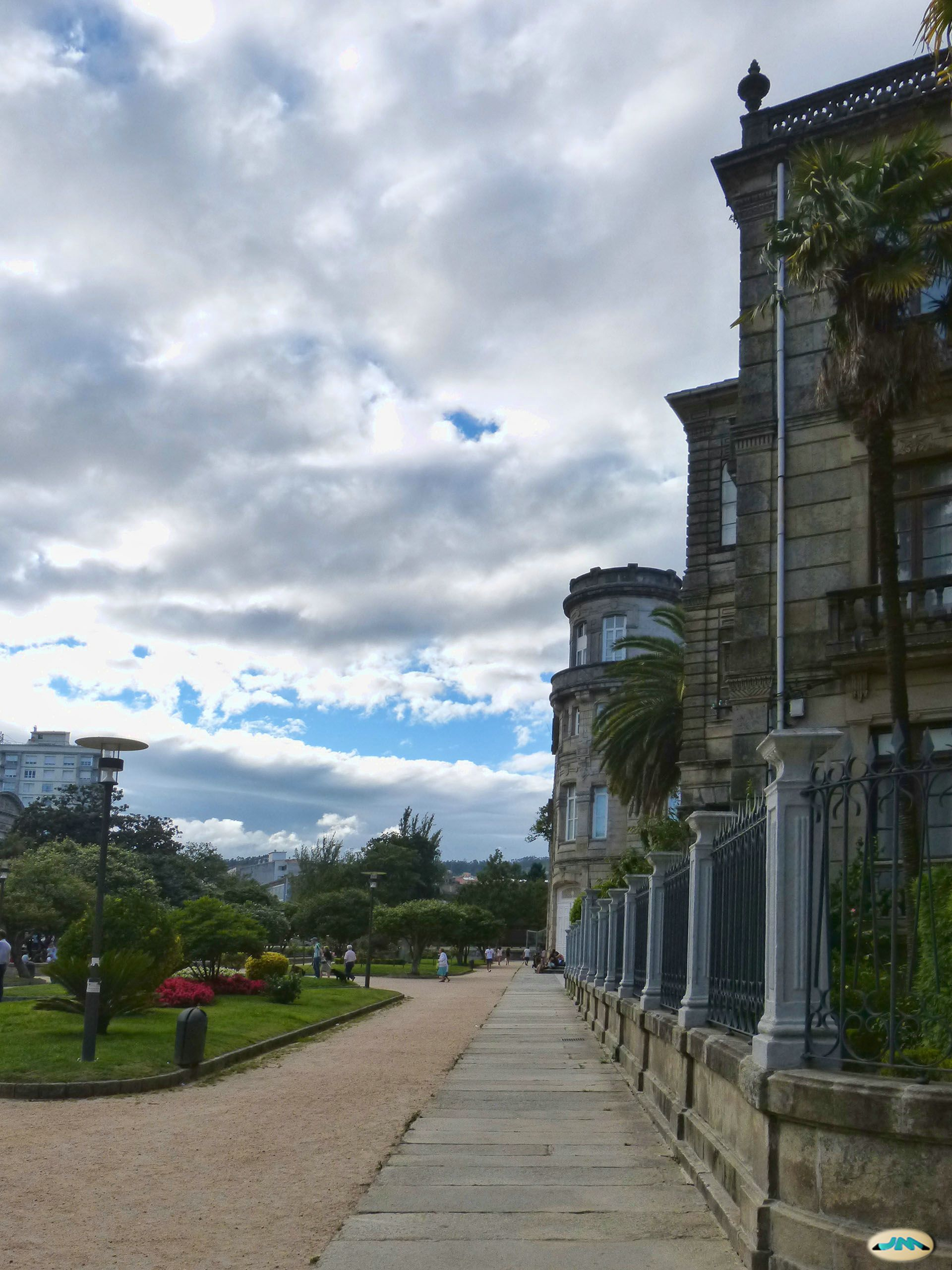
Fachada trasera en el  Parque de las Palmeras
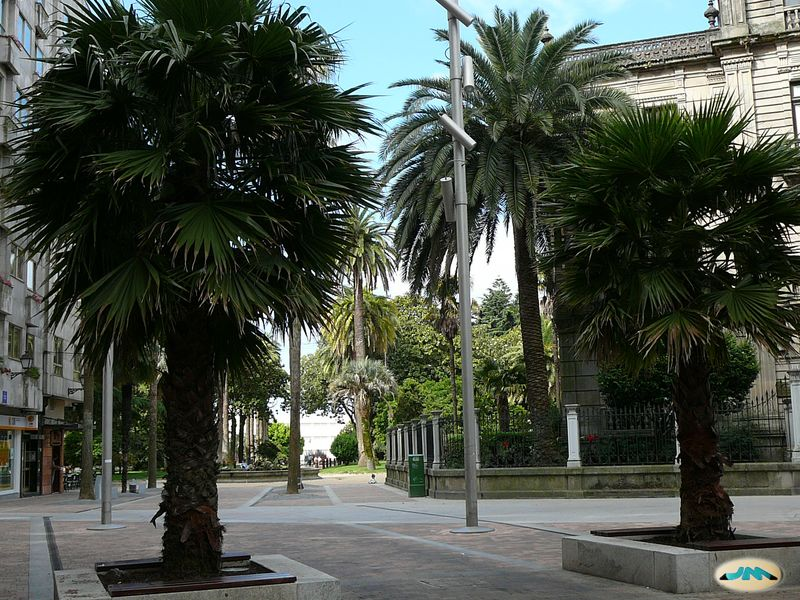
Fachada entre las palmeras
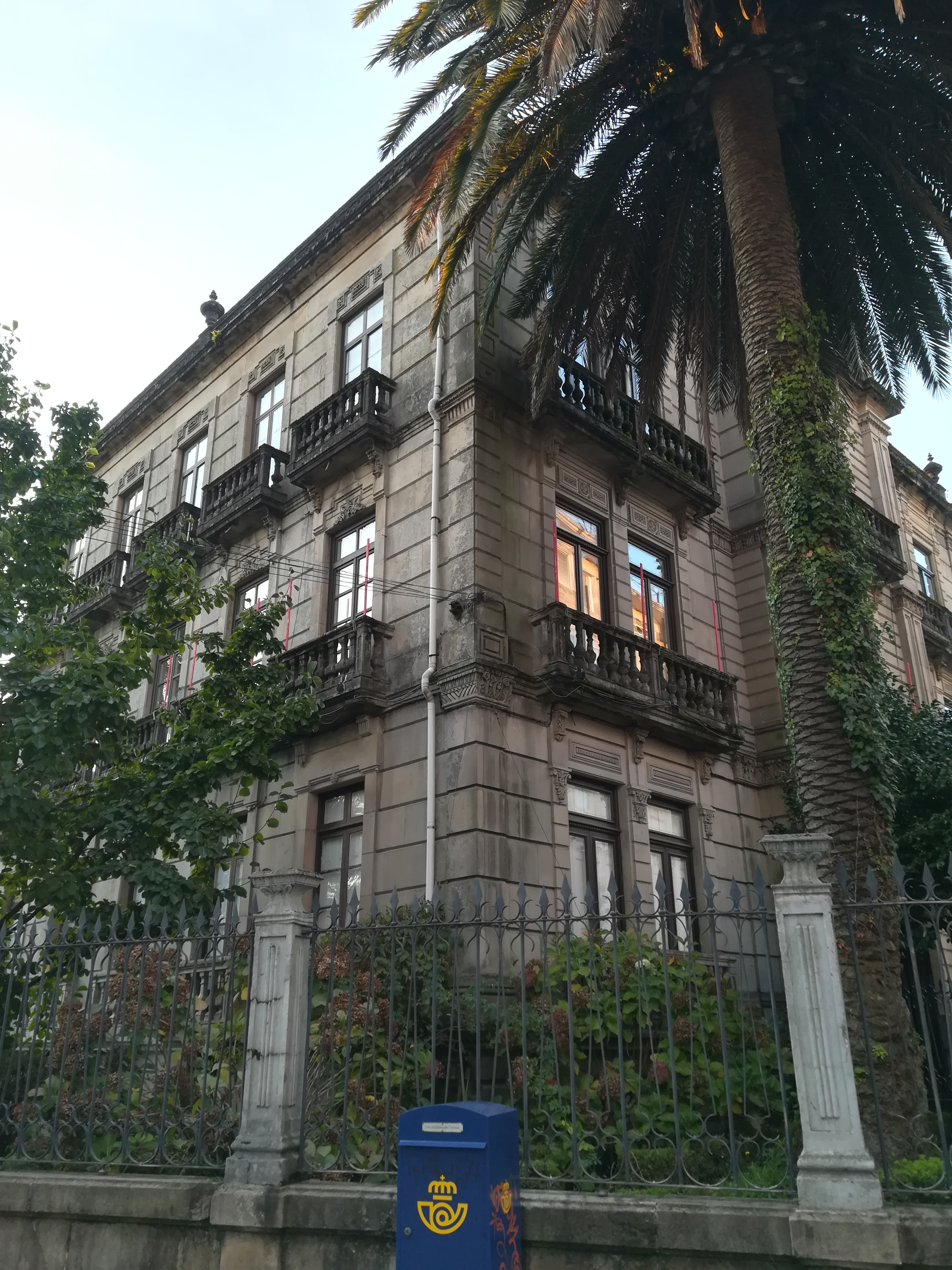
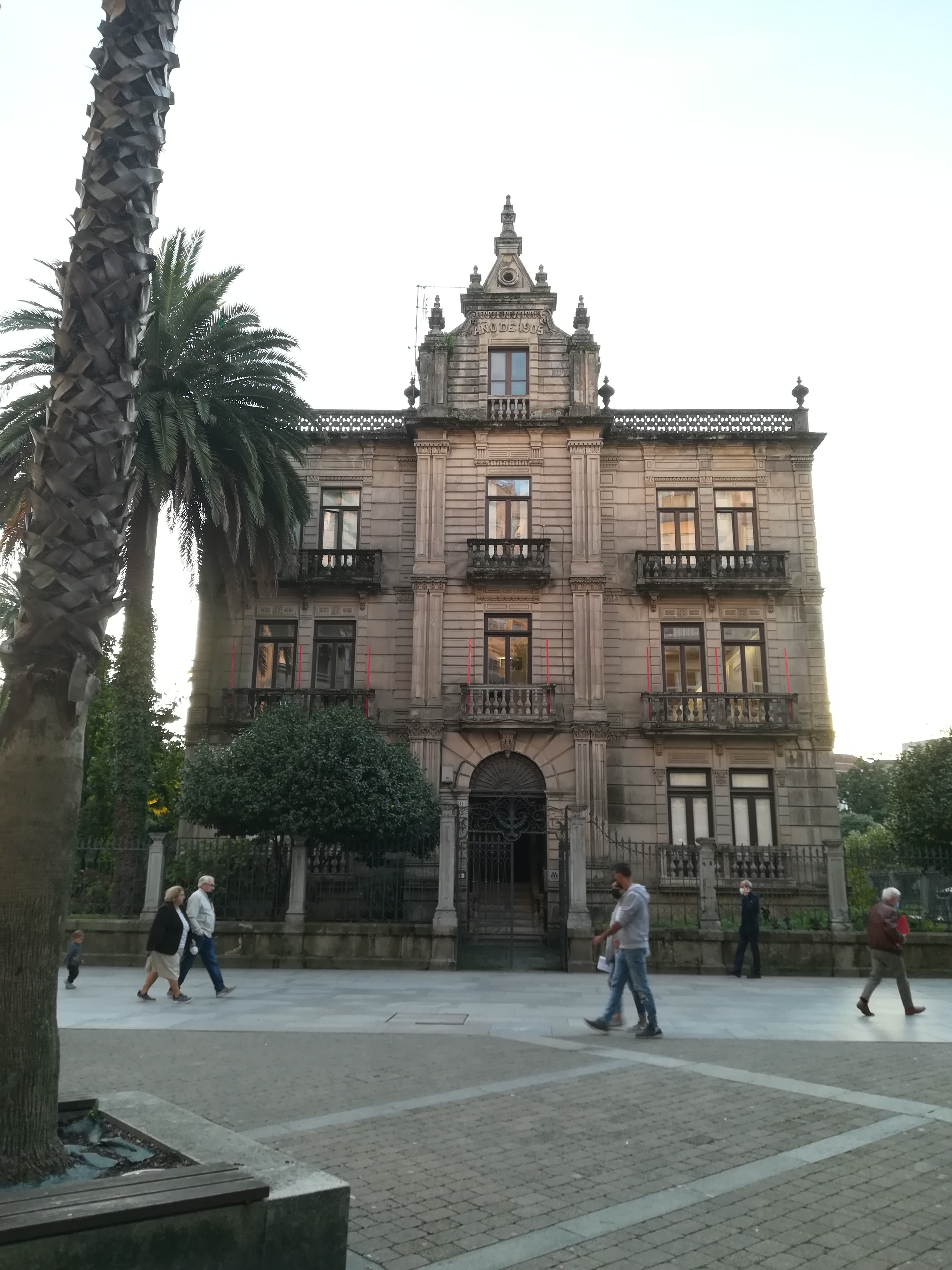